# Aire urbaine de Bagnères-de-Bigorre
L'aire urbaine de Bagnères-de-Bigorre est une aire urbaine française centrée sur l'unité urbaine de Bagnères-de-Bigorre (Hautes-Pyrénées). 

## Caractéristiques
En 2020, l'Insee définit un nouveau zonage d'étude : les aires d'attraction des villes. L'aire d'attraction de Bagnères-de-Bigorre remplace désormais son aire urbaine, avec un périmètre différent.
Composée de quinze communes, elle comptait 14 088 habitants en 2017, ce qui en faisait la troisième aire urbaine de son département.

## Composition selon la délimitation de 2010
| Nom                         | Code Insee | Statut | Superficie (km2) | Population (dernière pop. légale) | Densité (hab./km2) |
| --------------------------- | ---------- | ------ | ---------------- | --------------------------------- | ------------------ |
| Bagnères-de-Bigorre (siège) | 65059      |        | 125,86           | 7 060 (2022)                      | 56                 |
| Antist                      | 65016      |        | 2,43             | 187 (2022)                        | 77                 |
| Asté                        | 65042      |        | 26,67            | 572 (2022)                        | 21                 |
| Beaudéan                    | 65078      |        | 16,7             | 392 (2022)                        | 23                 |
| Campan                      | 65123      |        | 95,41            | 1 264 (2022)                      | 13                 |
| Castillon                   | 65135      |        | 3,32             | 76 (2022)                         | 23                 |
| Gerde                       | 65198      |        | 6,93             | 1 194 (2022)                      | 172                |
| Labassère                   | 65238      |        | 10,09            | 231 (2022)                        | 23                 |
| Lies                        | 65275      |        | 3,66             | 74 (2022)                         | 20                 |
| Marsas                      | 65300      |        | 2,77             | 65 (2022)                         | 23                 |
| Mérilheu                    | 65310      |        | 3,38             | 232 (2022)                        | 69                 |
| Ordizan                     | 65335      |        | 5,89             | 515 (2022)                        | 87                 |
| Pouzac                      | 65370      |        | 7,58             | 1 108 (2022)                      | 146                |
| Trébons                     | 65451      |        | 10,19            | 757 (2022)                        | 74                 |
| Uzer                        | 65459      |        | 3,48             | 104 (2022)                        | 30                 |

## Évolution démographique
| 1968   | 1975   | 1982   | 1990   | 1999   | 2006   | 2011   | 2016   | 2017   |
| ------ | ------ | ------ | ------ | ------ | ------ | ------ | ------ | ------ |
| 16 685 | 16 165 | 15 662 | 14 921 | 14 559 | 14 688 | 14 699 | 14 229 | 14 088 |